# Justino Frutos
Justino Frutos Redondo (Fuente el Saz, 1915) fue un militar y militante comunista español.

## Biografía
Nació en Fuente el Saz en 1915. Campesino de profesión, en 1932 se afiliaría en el Partido Comunista de España (PCE).
Tras el estallido de la guerra civil española se unió a las fuerzas republicanas, integrándose posteriormente en el Ejército Popular de la República. Pasaría a mandar el segundo batallón de la 10.ª Brigada Mixta. Hacia el final de la batalla de Teruel su unidad quedó cercada en la ciudad por las fuerzas franquistas, si bien Frutos y sus hombres lograron escapar tras superar numerosas dificultades. En julio de 1938 asumió el mando de la 10.ª Brigada Mixta, al frente de la cual tomaría parte en la batalla del Ebro.
Con la derrota republicana se vio obligado a marchar al exilio, instalándose en la Unión Soviética. Allí cursaría estudios en la prestigiosa Academia Militar Frunze junto a otros antiguos militares republicanos. Durante la Segunda Guerra Mundial fue comisario político en una unidad de guerrilleros españoles, al mando de Domingo Ungría.
Regresaría a España en 1978.